# Chrystus na krzyżu (obrazy El Greca)
Chrystus na krzyżu – obraz hiszpańskiego malarza pochodzenia greckiego Dominikosa Theotokopulosa, znanego jako El Greco.
Motyw Chrystusa na krzyżu jest najczęściej podejmowanym tematem przez El Greca. Obrazy powstawały w całym okresie twórczym i na ich podstawie krytycy odkrywają proces przemian stylu artysty, zmiany jego koncepcji artystycznej i filozoficznej. Wszystkie obrazy łączy jeden wspólny pierwiastek: akcja toczy się w niebie na tle wzburzonych chmur namalowanych z ogromną ekspresją.

## Opis obrazów
Pierwszy obraz El Greco namalował jeszcze w okresie włoskim, w 1573 roku (obecnie w kolekcji Barbary Piaseckiej Johnson). Chrystus wisi samotnie na krzyżu na tle jeszcze słabo zaznaczonych chmur. U dołu po prawej stronie widoczny jest pejzaż miasta – Toleda imitującego Jerozolimę. Chrystusa wisi ze spuszczoną głową. Pusty pejzaż po lewej stronie, pustka i brak jakiegokolwiek żywego elementu akcentuje jeszcze bardziej samotność śmierci Jezusa.

W kolejnych wersjach El Greco rezygnuje z koncepcji samotnej śmierci za grzechy ludzkości. W 1580 maluje Chrystus na krzyżu adorowany przez donatorów. Chrystus żyje, wznosi oczy ku niebu i zwraca się do Boga Ojca. Dziesięć lat później artysta skupia się już tylko na Chrystusie i jego męce. Maluje najważniejszą scenę nadając jej apokaliptyczny nastrój zgodnie z opisem Ewangelii Łukasza: 

Było już około godziny szóstej i mrok ogarnął całą ziemię aż do godziny dziewiątej. 45 Słońce się zaćmiło i zasłona przybytku rozdarła się przez środek. 46 Wtedy Jezus zawołał donośnym głosem: Ojcze, w Twoje ręce powierzam ducha mojego. Po tych słowach wyzionął ducha. (Ł 23 44-46)

 Wszystkie kolejne wersje utrzymane są w podobnym nastroju, niektóre są wzbogacone o dodatkowe elementy podkreślające misterium ukrzyżowania. Na wersji z Rijksmuseum za krzyżem u dołu z ciemności, ledwie widoczne, wyłaniają się pojedyncze budynki Toledo. El Greco całą uwagę skupia na samotnym krzyżu na tle nieba.
W 1600 roku artysta maluje przynajmniej dwie wersje Chrystusa na krzyżu. Pierwszy Chrystus na krzyżu powstaje na potrzeby seminarium duchownego w Madrycie. Wersja druga, zupełnie odmienna, jest kolejnym studium wcześniejszych wersji (obecnie znajduje się w Cincinnati Art Museum). Chrystus podobnie jak w wersji z Luwru wisi na krzyżu a jego ciało wije się i pręży. Głowa skierowana jest ku niebu, a z otwartych ust wydobywają się słowa Eli, Eli lamma sabachtani! W tej wersji El Greco wprowadza naturalizm oraz drugi plan z nowymi elementami. Panorama miasta jest już wyraźna, można wyróżnić wielką wschodnią kopułę obok gotyckiej wieży. Taka kopuła powstanie dopiero po śmierci artysty a stworzy ją na miejsce kaplicy mozarabskiej, syn mistrza, Jorge Manuel. Fakt ten skłonił historyk sztuki Elżbietę du Gue Trapier do wysnucia hipotezy, iż autorem tej wersji jest syn malarza a płótno powstało dużo później. Prawdopodobnie jednak kopuła mogła zostać domalowana lub była to śmiała wizja artysty zrealizowana przez syna architekta. Wskazuje na to inna kopia Śmierci Chrystusa datowana na 1613 rok a dziś znajdująca się w zbiorach Fundación Banco Santander Do miasta prowadzi droga na której jadą jeźdźcy na białych koniach. U dołu krzyża widać kilka rozrzuconych kości, piszczeli i czaszkę.
W 1605 roku dokonuje się istotna zmiana w kompozycji tematu.W wersji filadelfijskiej El Greco dodaje nowe postacie będące świadkami męki pańskiej. W 1610 roku El Greco zmienia koncepcje obrazu i koncentruje się ponownie na śmierci Chrystusa. Konający pogrążony jest w ciemnościach, chmury zasłaniają słońce a przebijające promienie oświetlają kontury pojedynczych budynków w tle i ludzkich kości na pierwszym planie.

## Wersje obrazów

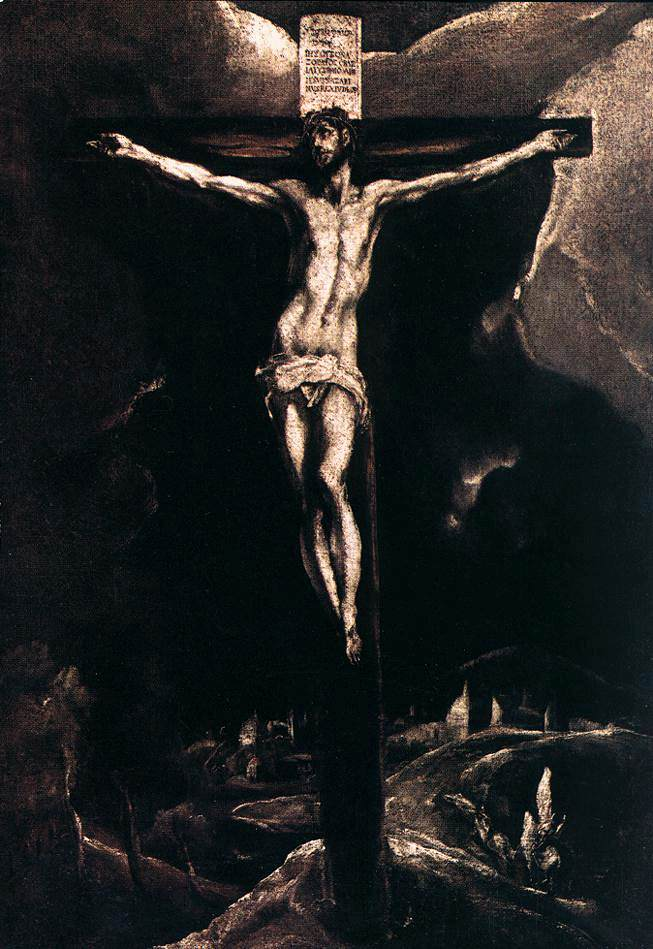
(1585-1590) 57 × 33 cm, Rijksmuseum
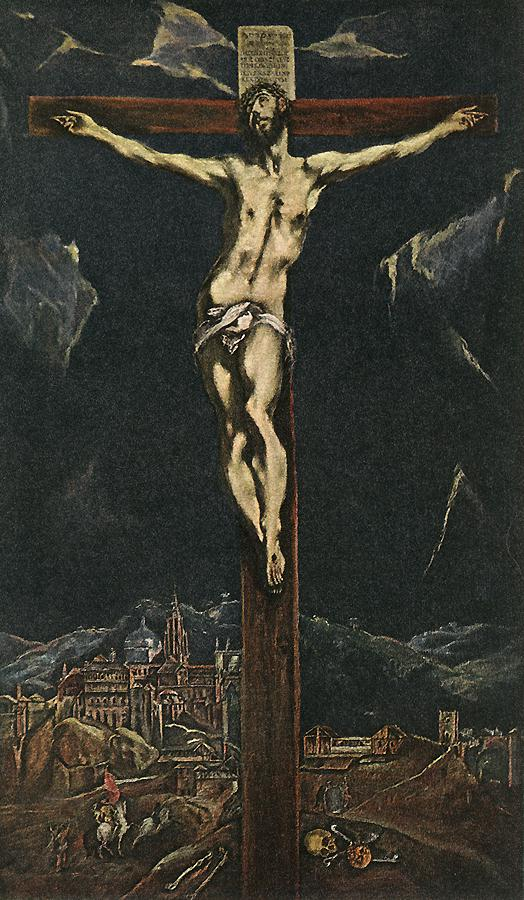
1600 104 × 62 cm, Cincinnati Art Museum
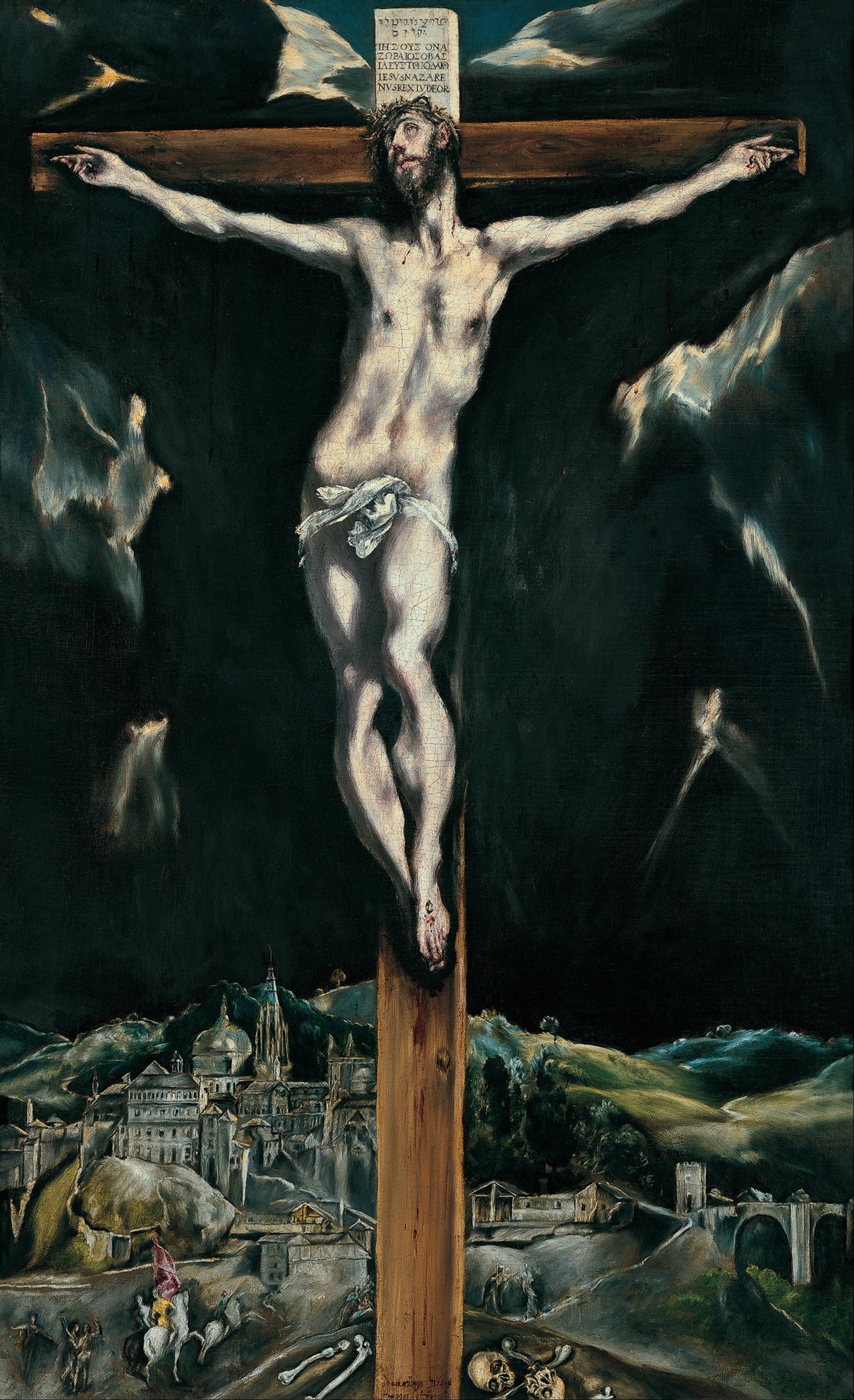
1613 111 × 69 cm, Colección Santander
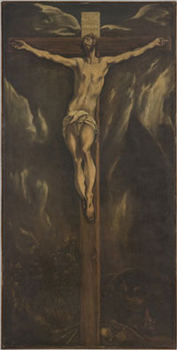
(1605-1610) 206,4 × 103,5 cm, Philadelphia Museum of Art
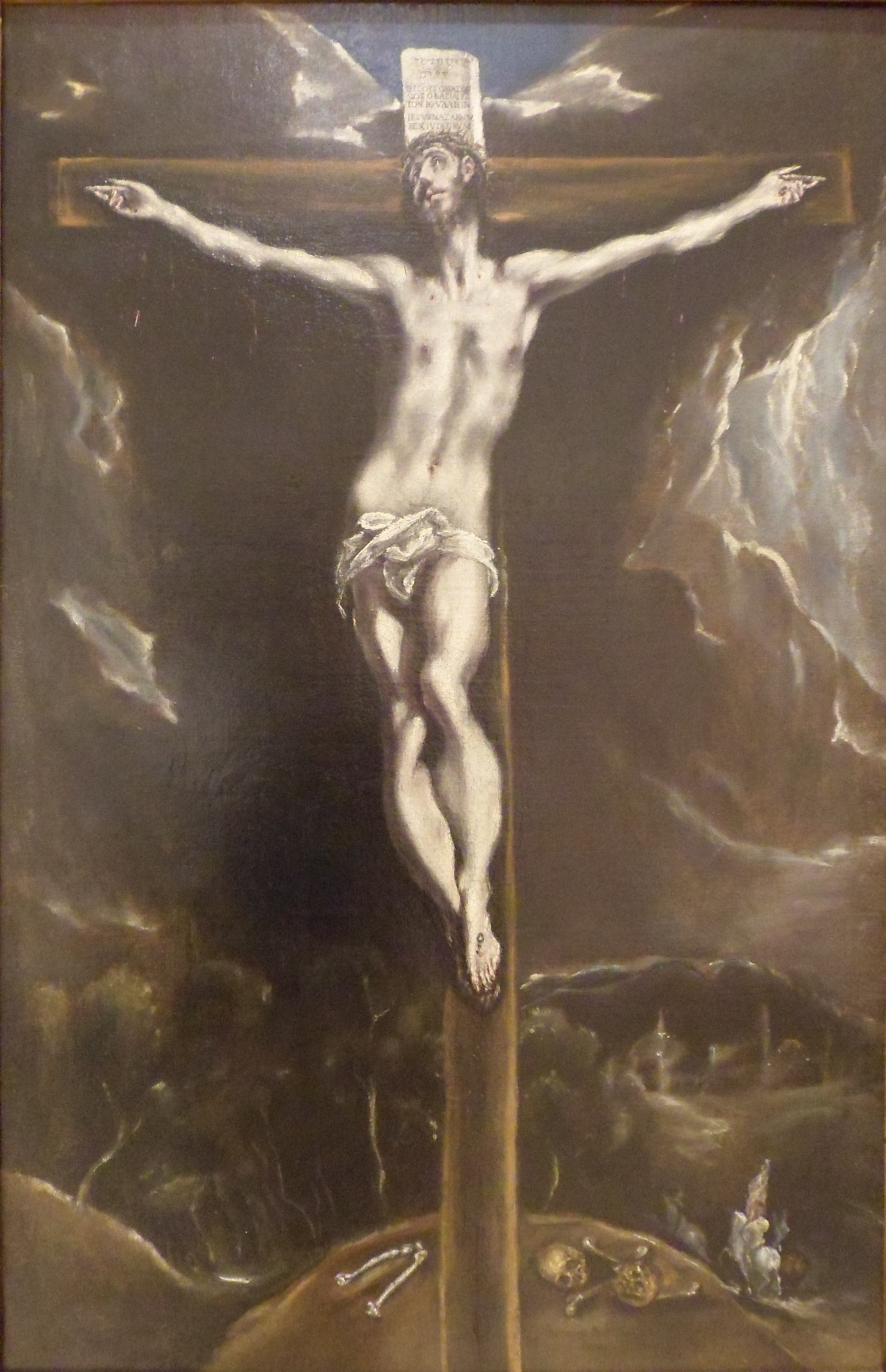
Museo Soumaya, Meksyk
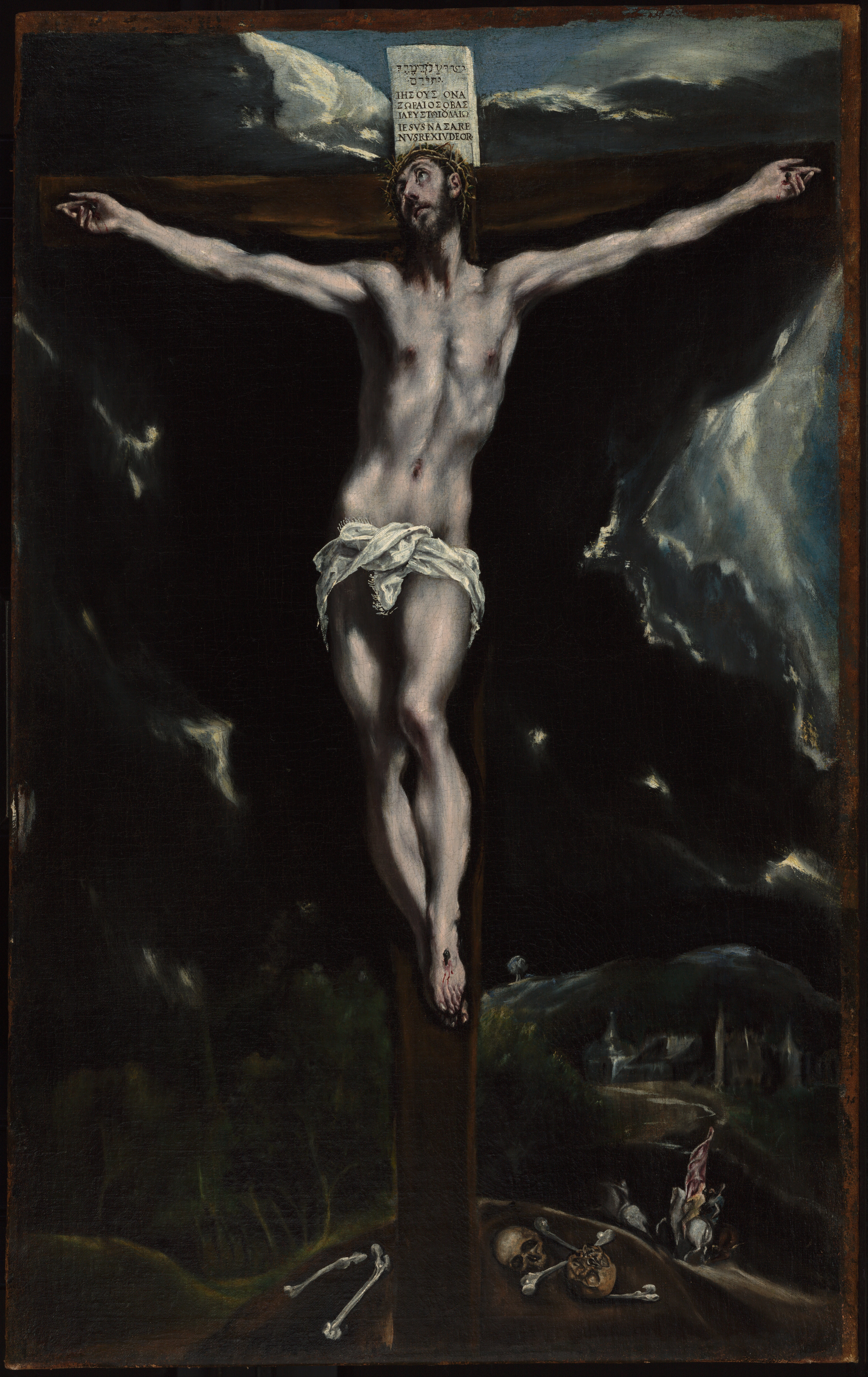
(1600 - 1610) 82,6 × 51,8 J. Paul Getty Museum

- Chrystus na krzyżu – 95,5 × 61, National Museum of Western Art[7]
- Chrystus na krzyżu – (1590-95), 122 × 97, Musée des beaux-arts de Lille